# Hieró (escriptor)
Hieró (en llatí Hieron, en grec Ἱέρων) fou un escriptor grec sobre temes de veterinària, de data desconeguda, entre el segle iv i el segle v. Queden alguns fragments de les seves obres que són a la col·lecció d'escrits sobre cirurgia veterinària publicats en llatí per Joannes Ruellius a París el 1530, i en grec per Simon Grynaeus a Basilea el 1537.